# Philippe Koch
Philippe Koch (* 8. Februar 1991) ist ein Schweizer ehemaliger Fussballspieler. Er spielte auf der Position des Verteidigers.

## Karriere

### Vereinskarriere

#### FC Zürich
Die Jugendvereine von Philippe Koch waren der FC Biberist und der FC Solothurn. 2007 wechselte er zum FC Zürich. Am 28. August 2008 bestritt er während des UEFA-Cup-Spiels gegen den SK Sturm Graz sein erstes Spiel für die erste Equipe des FC Zürichs. Zürich entschied das Spiel mit 5:3 nach Elfmeterschiessen. In der Saison 2008/09 wurde Koch zum ersten Mal in seiner Karriere Schweizer Meister mit dem FC Zürich. Sein erstes Tor in der Super League schoss er am 2. Oktober 2011 im 226. Zürcher Derby. Er erzielte in der 43. Minute durch einen Rechtsschuss das zwischenzeitliche 1:1. Die Partie wurde von Schiedsrichter Sascha Kever in der 78. Minute abgepfiffen, als es zu Ausschreitungen im Stadion kam. Das Spiel wurde mit 3:0 Forfait für den Grasshopper Club Zürich gewertet. Sein älterer Bruder Raphael war 2009–2015 ebenfalls beim FC Zürich unter Vertrag. Von 2017 bis 2019 war er beim FC St. Gallen tätig, kam aber selten zum Einsatz. 

### Nationalmannschaftskarriere
Koch spielte in der U-16, U-17, U-19 und in der U-21 der Schweiz. Mit der U-17, der U-19 und der U-21 schaffte er es an verschiedenen Turnieren teilzunehmen. 2008 spielte Koch bei der U-17 Europameisterschaft in der Türkei. Die Mannschaft schied allerdings bereits in der Vorrunde aus. Für die Schweiz spielten unter anderem auch Spieler wie Nassim Ben Khalifa, Xherdan Shaqiri und Admir Mehmedi mit. Mit der U-19 schaffte er 2009 die Qualifikation für die U-19 Europameisterschaft, bei der die Mannschaft nach einem 1:1 im Eröffnungsspiel gegen England, einem 2:1-Sieg gegen Slowenien und einer 0:1-Niederlage gegen die Ukraine, in der Vorrunde bereits ausschied.
Sein grösster Erfolg auf Nationalmannschaftsebene erreichte er aber 2011 bei der U-21 Europameisterschaft in Dänemark, als die Mannschaft ohne einen Gegentreffer zu bekommen ins Finale einzog. Dort unterlag sie Spanien, mit 0:2.
Für das EM-Qualifikationsspiel am 11. Oktober 2011 gegen Montenegro wurde Koch für den gesperrten Reto Ziegler, welcher im Spiel gegen Wales (0:2) die Rote Karte bekommen hatte, als linker Aussenverteidiger für die Schweizer A-Nationalmannschaft nachnominiert. Nationaltrainer Ottmar Hitzfeld zog für Ziegler allerdings Ricardo Rodríguez vor, der im Spiel gegen Wales bereits zu einem 28-minütigen Einsatz gekommen ist.

## Erfolge
Mit seinem Verein
Mit dem FC Zürich
- Schweizer Meister: 2009
- Schweizer Cup: 2014, 2016

Als Nationalspieler
Mit der U-21 der Schweiz
- Finalist an der U-21 Europameisterschaft 2011